# Crotalus durissus
Il cascavel o cascabel (Crotalus durissus) è un serpente della famiglia dei Viperidi dell'America Centromeridionale; lungo circa 1,80 m, è il più velenoso dei crotali. Specie pericolosa ma non aggressiva, si nutre di piccoli roditori e normalmente fugge alla vista dell'uomo.
A differenza del serpente a sonagli nordamericano, che possiede un veleno dalle proprietà proteolitiche (necrotizzanti), quello del cascavel ha proprietà neurotossiche (paralizzanti) che provocano alla vittima del morso difficoltà locomotorie e respiratorie.
La riproduzione è ovovivipara: dà alla luce da 16 a 24 serpentelli, tra novembre e febbraio.